# The Pencil of Nature
The Pencil of Nature (“El llapis de la natura”, en català) és un llibre de William Henry Fox Talbot, inventor del calotip, publicat per Pearson Longman en sis fascicles entre 1844 i 1846. És reconegut per ser el primer llibre publicat comercialment il·lustrat amb fotografies.
El llibre conté vint-i-quatre gravats de calotip, amb un breu text per a cadascun, i una introducció que descrivia la història i els principis químics de la invenció de Talbot. Les fotografies i els textos proposaven algunes de les possibles aplicacions de la nova tecnologia,  com la reproducció d'estampes i manuscrits rars, l'enregistrament de retrats, l'inventari de possessions, la representació de l'arquitectura, el seguiment de la forma d'espècimens botànics i la realització d'art.
En el moment de la publicació de The Pencil of Nature, la fotografia era encara un concepte desconegut per a la majoria de la gent: The Athenaeum, una revista britànica contemporània, va descriure l'obra de Talbot com a “nigromància moderna” i el llibre va ser la primera oportunitat per al públic en general de veure com eren les fotografies. Així doncs, per evitar confusions, Talbot va introduir el següent avís al llibre:
“Les plaques de l'obra actual estan estampades només per presència de la llum, sense cap ajuda del llapis de l'artista. Són únicament imatges solars, i no, com alguns han imaginat, gravats en imitació”.
The Pencil of Nature es va publicar i vendre en sis parts separades, una cada vegada, i sense cap enquadernació. S'esperava que els compradors el tinguessin lligats un cop s'haguessin publicat totes les parts. No obstant això, la publicació no va ser un èxit comercial, i a mesura que les vendes van disminuir amb cada nou fascicle, Talbot va abandonar el projecte just abans que es fes el setè grup de plaques.  Actualment (28 novembre 2024) sobreviuen aproximadament quaranta còpies completes o substancialment completes.

## Parts del llibre
El llibre fou publicat en sis parts de forma separada entre 1844 i 1846. La primera part fou publicada el 24 de juny de 1844, la segona el 29 de gener de 1845, la tercera el 14/29 de maig de 1845, la quarta el 21 de juny de 1845, la cinquena el 13/22 de desembre de 1845 i la sisena el 23 d'abril de 1846. La llista completa de plaques és la següent:
Primera part:
Làmina I. Part del Queen's College, Oxford.
Làmina II. Vista dels Boulevards a París.
Làmina III. Articles de porcellana.
Làmina IV. Manufactures de vidre.
Làmina V. Bust de Pàtrocle.
Segona part:
Làmina VI. La porta oberta.
Làmina VII. Fulla d'una planta.
Làmina VIII. Una escena en una biblioteca.
Làmina IX. Facsímil d’una pàgina impresa antiga.
Làmina X. La pila de fenc.
Làmina XI. Còpia d'una impressió litogràfica.
Làmina XII. El pont d'Orleans.
Tercera part:
Làmina XIII. Queen's College, Oxford: Entrance Gateway.
Làmina XIV. L'escala.
Làmina XV. Abadia de Lacock a Wiltshire.
Quarta part:
Làmina XVI. Claustres de l'Abadia de Lacock.
Làmina XVII. Bust de Pàtrocle.
Làmina XVIII. Porta de Christchurch.
Cinquena part:
Làmina XIX. La Torre de l'Abadia de Lacock.
Làmina XX. Randa.
Làmina XXI. Monument dels màrtirs.
Sisena part:
Làmina XXII. Abadia de Westminster.
Làmina XXIII. Hagar en el Desert.
Làmina XXIV. Un tros de fruita.